# Beverly (Virginia Occidental)
Beverly es un pueblo ubicado en el condado de Randolph en el estado estadounidense de Virginia Occidental. En el Censo de 2010 tenía una población de 702 habitantes y una densidad poblacional de 597,01 personas por km².

## Geografía
Beverly se encuentra ubicado en las coordenadas 38°50′41″N 79°52′16″O / 38.84472, -79.87111. Según la Oficina del Censo de los Estados Unidos, Beverly tiene una superficie total de 1.18 km², de la cual 1.18 km² corresponden a tierra firme y (0%) 0 km² es agua.

## Demografía
Según el censo de 2010, había 702 personas residiendo en Beverly. La densidad de población era de 597,01 hab./km². De los 702 habitantes, Beverly estaba compuesto por el 98.01% blancos, el 0.14% eran afroamericanos, el 0.43% eran amerindios, el 0% eran asiáticos, el 0% eran isleños del Pacífico, el 0% eran de otras razas y el 1.42% pertenecían a dos o más razas. Del total de la población el 0.28% eran hispanos o latinos de cualquier raza.